# Kinyongia tenuis
Espèce
Synonymes
- Chamaeleon tenuis Matschie, 1892
- Kinyongia tenue (Matschie, 1892)
- Bradypodion tenue (Matschie, 1892)

Statut de conservation UICN

 EN B1ab(ii,iii)+2ab(ii,iii) : En danger
Statut CITES
Kinyongia tenuis est une espèce de sauriens de la famille des Chamaeleonidae.

## Répartition
Cette espèce se rencontre en Tanzanie dans les monts Usambara et au Kenya dans les monts Shimba.

## Publication originale
- Matschie, 1892 : Über eine kleine Sammlung von Säugethieren und Reptilien, welche Herr L. Conradt aus Usambara (Deutsch Ostafrika) heimgebracht hat. Sitzungsberichte der Gesellschaft Naturforschender Freunde zu Berlin, vol. 1892, p. 101-110 (texte intégral).